# Onthophagus chebaicus
Onthophagus chebaicus là một loài bọ cánh cứng trong họ Bọ hung (Scarabaeidae).